# Atli Örvarsson

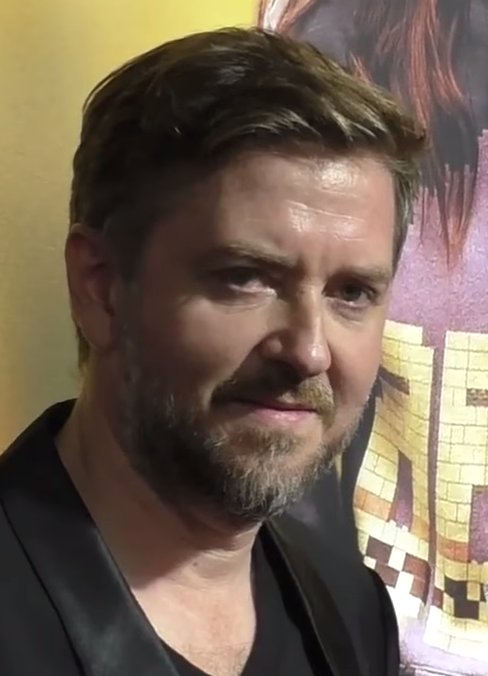
Atli Örvarsson (2016)

Atli Örvarsson (* 7. Juli 1970 in Akureyri, Norðurland eystra) ist ein isländischer Filmkomponist. Er ist Mitarbeiter von Hans Zimmers Firma Remote Control Productions und zumeist als Ghostwriter für ihn tätig.
Atli hat bereits viermal den ASCAP Award für seine musikalische Untermalung der Serie Law & Order gewonnen. Des Weiteren zweimal die Gold Medal for Excellence des Park City Film Music Festivals.
2017 wurde er in die Academy of Motion Picture Arts and Sciences (AMPAS) aufgenommen, die jährlich die Oscars vergibt.

## Filmografie (Auswahl)
Filme
- 2005: Stuart Little 3 – Ruf der Wildnis
- 2005: The Last Confederate – Kampf um Blut und Ehre (Strike the Tent)
- 2006: Six Degrees
- 2008: 8 Blickwinkel (Vantage Point)
- 2008: Babylon A.D.
- 2009: The Code – Vertraue keinem Dieb (Thick as Thieves)
- 2009: Die vierte Art (The Fourth Kind)
- 2011: Der letzte Tempelritter (Season of the Witch)
- 2011: Der Adler der neunten Legion (The Eagle)
- 2013: Hänsel und Gretel: Hexenjäger (Hansel and Gretel: Witch Hunters)
- 2013: Chroniken der Unterwelt – City of Bones (The Mortal Instruments: City of Bones)
- 2013: A Single Shot – Tödlicher Fehler (A Single Shot)
- 2015: Sture Böcke (Hrútar)
- 2015: The Perfect Guy
- 2017: Killer’s Bodyguard (The Hitman's Bodyguard)
- 2017: The Edge of Seventeen – Das Jahr der Entscheidung (The Edge of Seventeen)
- 2018: Ploey – Du fliegst niemals allein (Lói: Þú Flýgur Aldrei Einn)
- 2018: How It Ends
- 2019: Jacob’s Ladder
- 2020: Eurovision Song Contest: The Story of Fire Saga
- 2021: Killer’s Bodyguard 2 (The Hitman’s Wife’s Bodyguard)

Fernsehserien
- 2002–2005: Criminal Intent – Verbrechen im Visier (Law & Order: Criminal Intent)
- 2003–2004: Polizeibericht Los Angeles (L.A. Dragnet)
- 2010–2011: Law & Order: LA
- seit 2013: Chicago Fire
- seit 2014: Chicago P.D.
- seit 2015: Chicago Med
- seit 2018: FBI
- seit 2020: FBI: Most Wanted
- 2020: Verschwiegen (Defending Jacob, Miniserie)
- 2023: Silo